# Imre Földes (Künstler)
Imre Földes (geboren 5. Mai 1881 in Budapest, Österreich-Ungarn; gestorben 1948 in Budapest) war ein ungarischer Grafiker, Exlibriskünstler, Plakatgestalter, Maler, Zeichner, Exlibrisstecher, Exlibriszeichner, Plakatkünstler und Gebrauchsgraphiker.

## Leben

### Anfangsjahre und Budapest

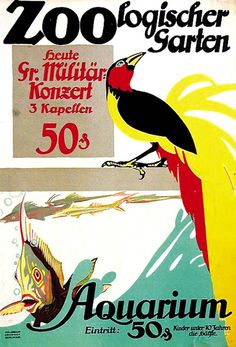

Imre Földes studierte mit 16 Jahren ab 1897 an der Gewerbezeichenschule (Kereskedelmi Szakközépiskola) in Budapest. Bereits ein Jahr danach 1898, folgte der Wechsel an die "Musterzeichenschule" der ungarischen Hauptstadt, wo er von László Hegedüs und Tivadar Zemplény unterrichtet wurde. Anschließend studierte Földes in den Kunstzentren Berlin und Wien. Während der ersten Jahre des Studiums manifestierte sich seine Vorliebe für Plakat- und Reklamekunst. Um seinen Stil zu verbessern, reiste Imre Földes zuerst nach Italien und besuchte später zahlreiche weitere Länder. Nach Budapest zurückgekehrt arbeitete der junge Földes als Gebrauchsgrafiker. Seit 1908 wurde er mit zahlreichen Preisen ausgezeichnet. 1910 schickt er seine Entwürfe für Plakate für die Frühjahresausstellung der Kunsthalle Budapest ein. Die Fachpresse reagierte mit positiver Kritik. Ebenfalls im selben Jahr sowie 1917 nahm Földes am Wettbewerb für Briefmarken mit den Entwürfen "Heiliger Stephan" und "König Karl-Königin Zita" teil. Im Jahr 1918 gründete er eine Lithografie-Werkstatt und Kunstanstalt und begann eine intensive Zusammenarbeit mit dem Künstler Lipót Sátori. Es entstanden vor allem Filmplakate.

### Auswanderung nach Rumänien
1921 übersiedelte Földes nach Rumänien. Einige Zeit später bot man ihm an, die Geschicke der Typografie Helikon in Timișoara zu führen. Er wurde für einige Zeit künstlerischer Leiter des Unternehmens. Die Auswanderung nach Rumänien stellte anfangs keinen Abbruch seiner künstlerischen Präsenz in Ungarn dar, denn es erschienen in Budapest weiterhin Plakate von ihm.
Danach folgte der Umzug nach Oradea, wo er eine Anstellung im Grafischen Atelier der Firma "Typografie Sonnenfeld" erhielt und Buchumschläge gestaltete.
Földes fertigte für die Zeitung Nagyvárad Illustrationen. Im Jahr 1927 eröffnete er zusammen mit dem Maler Béla Zsigmond eine Schule für Malerei, Grafik und Plakatkunst im Apollo-Palast.
1929 fand die Ausstellung "Das internationale Plakat" in München statt. Imre Földes wurde als Repräsentant Rumäniens zur Schau geschickt.
Dieses Projekt nahm er im Juni 1931 auf, als er mit Roman Paul Mottl und Jenő Iványi im Sonnenfeld-Palast eine Schule für Dekorative Kunst und Kunstgewerbe gründete. Im Oktober 1933 nahm Földes an der  Ausstellung Junger Künstler (Expozitia tinerilor artiști) im Weiszlovits-Palast in Oradea teil. In der Presse wurde sein besonderes Talent hervorgehoben.
Drei Jahre später im Juni 1936, wurden seine Werke, Miniature in einer Personalausstellung im Journalistenclub Oradea (rumänisch: Clubul ziariștilor, ungarisch: Újságíró Klub (ÚK)) gezeigt.
1945 kehrte er nach Budapest zurück, wo er bis zu seinem Tode weiter wirkte. Obwohl Imre Földes’ Name bis zum Ausbruch des Zweiten Weltkrieges regelmäßig in der Presse auftauchte, geriet er nach dem Krieg in Vergessenheit.

## Ausstellungsbeteiligungen
- 1901–1916: Nationalsalon Budapest
- 1905–1918: Kunsthalle Budapest
- 1929: Művészház (Künstlerhaus), Budapest
- ab dem 17. August 1929: "Das internationale Plakat" (in der Koje Rumäniens), Halle I auf der Theresienhöhe in München
- Oktober 1933: Ausstellung Junger Künstler (Expozitia tinerilor artiști) im Weiszlovits-Palast, Oradea
- 1976/77: "L´art 1900 en Hongrie", Petit Palais, Paris

## Auszeichnungen
- 1908: 2. Preis im Törley-Wettbewerb
- 1910: 2. Preis im Wettbewerb für Papier- und Schulwaren
- 1912: 1. Preis im Wettbewerb für Stempelmarken

## Sammlungen
| - Albertina, Wien - Banater Nationalmuseum, Timișoara - Deutsches Historisches Museum, Berlin - Ethnografisches Museum Budapest - Gutenberg-Museum, Mainz - Muzeul Țării Crișurilor, Oradea - Ungarische Nationalgalerie, Budapest | - Ervin Szabó Zentralbibliothek, Budapest - Österreichische Nationalbibliothek, Wien - Széchényi-Nationalbibliothek, Budapest |